# مرکز درمانی بیمارستان ولی
مرکز درمانی بیمارستان ولی (به انگلیسی: Valley Hospital Medical Center) یک بیمارستان است . این بیمارستان در کشور ایالات متحده آمریکا قرار دارد .